# Sam Querrey
Samuel Austin Querrey (/ˈkwɛri/; sinh ngày 7 tháng 10 năm 1987) là một vận động viên quần vợt chuyên nghiệp người Mỹ hiện đang đứng thứ 32 trên thế giới (tính đến ngày 6 tháng 8 năm 2018) ở đơn nam bởi Hiệp hội quần vợt nhà nghề (ATP). Được biết đến với những cú serve mạnh mẽ, Querrey đã có kỷ lục chuỗi 10 quả service aces trong 1 trận đấu. Anh cũng là tay vợt đánh ở nội dung đôi, với 5 danh hiệu đôi và có thứ hạng đánh đôi cao nhất là vị trí cao nhất là số 23 trên thế giới.
Ở nội dung đôi, Querrey đã giành được 10 danh hiệu đôi. Thành tích đánh đơn Grand Slam cao nhất của anh là ở Giải quần vợt Wimbledon 2017, khi anh đã vào vòng bán kết của giải đấu bởi chiến thắng trước tay vợt số 1 thế giới Andy Murray. Cũng tại giải đấu này 1 năm về trước, anh đã đánh bại tay vợt số 1 thế giới Novak Djokovic để vào vòng tứ kết. Querrey cũng đã đánh bại tay một tay vợt số thế giới khác là Rafael Nadal trong trận chung kết giải Acapulco năm 2017 và, ở Giải quần vợt Mỹ Mở rộng 2015, anh đã vào vòng chung kết ở nội dung đôi nam nữ cùng với Bethanie Mattek-Sands và ở nội dung đôi nam vào vòng bán kết với Steve Johnson. Anh cũng đã 2 lần vào bán kết giải Davis Cup với đội Hoa Kỳ, năm 2008 và năm 2012.

### Thông tin
- Sam Querrey trên trang chủ ATP (tiếng Anh)
- Sam Querrey tại Liên đoàn quần vợt quốc tế
- Sam Querrey tại Liên đoàn quần vợt quốc tế – Thông tin tay vợt trẻ
- Sam Querrey tại Davis Cup
- Sam Querrey trên IMDb

Bản mẫu:Top ten American male singles tennis players
Bản mẫu:Top ten American male doubles tennis players
Bản mẫu:Washington Kastles 2015